# Денісьєва Олена Олександрівна
Олена Олександрівна Денісьєва (1826 — 4 серпня 1864, Санкт-Петербург) — коханка Федора Івановича Тютчева. Її відносини з поетом продовжувалися протягом чотирнадцяти років; народилися троє позашлюбних дітей, двоє з них померли менш ніж через рік після смерті матері.
Твори Тютчева, присвячені Денісьєвій («Приречення», «О, як убивчо ми любимо…», «Остання любов» та інші), мають автобіографічну основу. У літературознавстві адресований їй «віршований роман» названий денісьєвським циклом.

## Біографія
Походила вона із старовинного дворянського роду Денісьєвих, записаного у 6-ю частину дворянської родословної книги Рязанської губернії. Народилася в сім'ї небагатого дворянина, учасника Франко-російської  війни 1812 року Олександра Дмитровича Денісьєва. Рано овдовівши, він одружився вдруге; після появи мачухи дівчинку взяла під свою опіку тітка Ганна Дмитрівна, яка працювала інспектором у Смольному інституті. У Смольному виховувалися її шість племінниць: Марія, Ольга, Ганна, Пелагея, Олександра та Олена, яка, ставши вихованкою цього навчального закладу, знаходилася в ньому (на відміну від інших племінниць) «на особливому положенні» — вона жила на квартирі у тітки. Як вказував , О.І.Георгієвський, Олена Денісьєва отримала досить вільне виховання: з отрочеських років вона почала виїжджати на бали і відвідувати світські заходи.
У другій половині 1840-х років у Смольному інституті навчалися дочки Тютчева від першого шлюбу — Дарина і Катерина. Поет часто відвідував їх; у свою чергу, Олена Олександрівна і Ганна Дмитрівна були вхожі в його будинок. Взаємний інтерес визрівав поступово, день пояснення — 15 липня 1850 року — став для Тютчева і Денісьєвої найважливішою віхою. Через півтора десятиліття, у середині літа 1865 року, поет відзначив цю дату рядками: «Сьогодні, друг, п'ятнадцять років минуло / З того блаженно-рокового дня, / Як душу всю свою вона вдихнула, / Як всю себе перелила в мене».
Роман Денісьєвой із одруженим чоловіком, який за віком годився їй у батьки, був негативно сприйнятий не тільки світським Петербургом (перед нею демонстративно закрилися двері багатьох родин), але й батьком Олени Олександрівни, котрий відрікся від доньки. Виникли складності й у Ганни Дмитрівни: вона була змушена звільнитися зі Смольного інституту і виїхати із службової квартири.

За чотирнадцять років перебування у «незаконному союзі» Денісьєва народила йому трьох дітей — доньку Олену і синів Федора та Миколу. В метриках усі вони були записані Тютчевими. Георгіївський, який доводився Олені Олександрівні свояком, писав, що вона завжди трималася дуже прямо, вважаючи себе «більш за все йому дружиною, ніж його колишні дружини». Безоглядність і безмір її почуттів були такі, що у 1862 році Денісьєва зізнавалася: «Я вся живу його життям, я вся його, а він мій». Про те, що їй довелося пережити, поет розповідав у вірші, написаному у 1851 році.

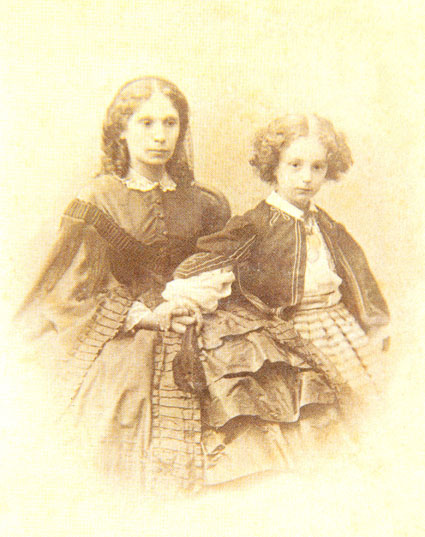
Денісьєва із дочкою 1862—1863

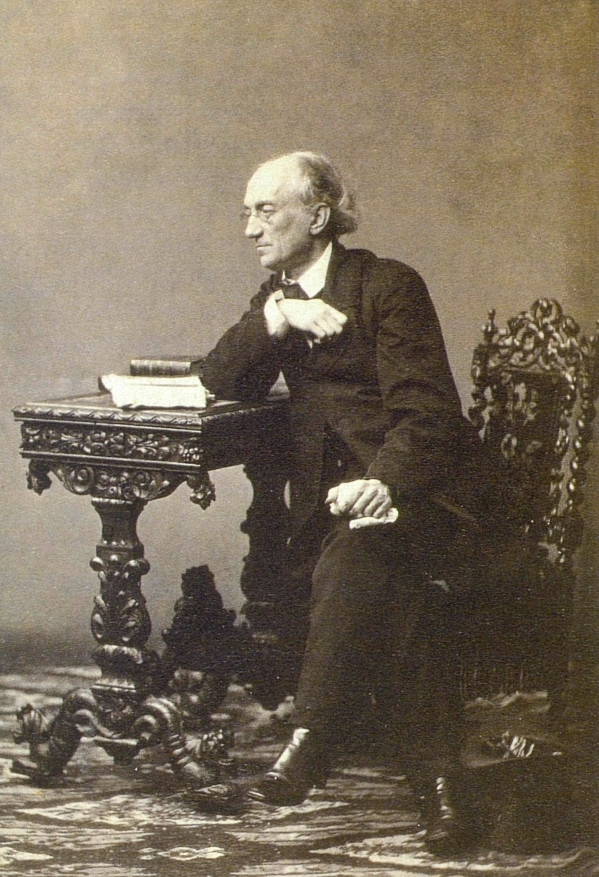
Тютчев 1860—1861

О, как убийственно мы любим, Как в буйной слепоте страстей

Мы то всего вернее губим, Что сердцу нашему милей!

Судьбы ужасным приговором

Твоя любовь для ней была, И незаслуженным позором

На жизнь её она легла!

## Низка трагедій

### Смерть Денісьєвой
У травні 1864 року Денісьєва народила сина Миколу. Після пологів її самопочуття стало стрімко погіршуватися; лікарі діагностували туберкульоз. Вона померла 4 серпня; через три дні Тютчев поховав кохану на Волковському кладовищі. Перебуваючи в стані повного відчаю, поет, за спогадами сучасників, постійно шукав співрозмовників, з якими міг би говорити про Олену Олександрівну. Як розповідав Афанасій Фет, Тютчева «лихоманило і морозило в теплій кімнаті від ридань».
Час не знімав гостроти болю. У січні 1865 року старша дочка поета Ганна (від шлюбу з графинею Ботмер) писала сестрі, що батько, перебуваючи в стані страшного горя, навіть не намагається подолати його або приховати хоча б перед сторонніми". Тургенєв, який зустрів Тютчева навесні 1865-го, розповідав про неживий голос поета; його одяг був «мокрим від падавших на нього сліз».
За словами Георгієвського, Федір Іванович постійно мучився через почуття провини перед Денісьєвой та постійно згадував про «фальшиве становище, в яке її поставив». Поетові було боляче думати про те, що він не виконав одне з прохань коханої і не випустив присвячену їй збірку віршів.
Дружина Тютчева, Ернестіна Федорівна, відреагувала на горе чоловіка словами: «Його скорбота для мене священна, яка б не була її причина».

### Долі дітей

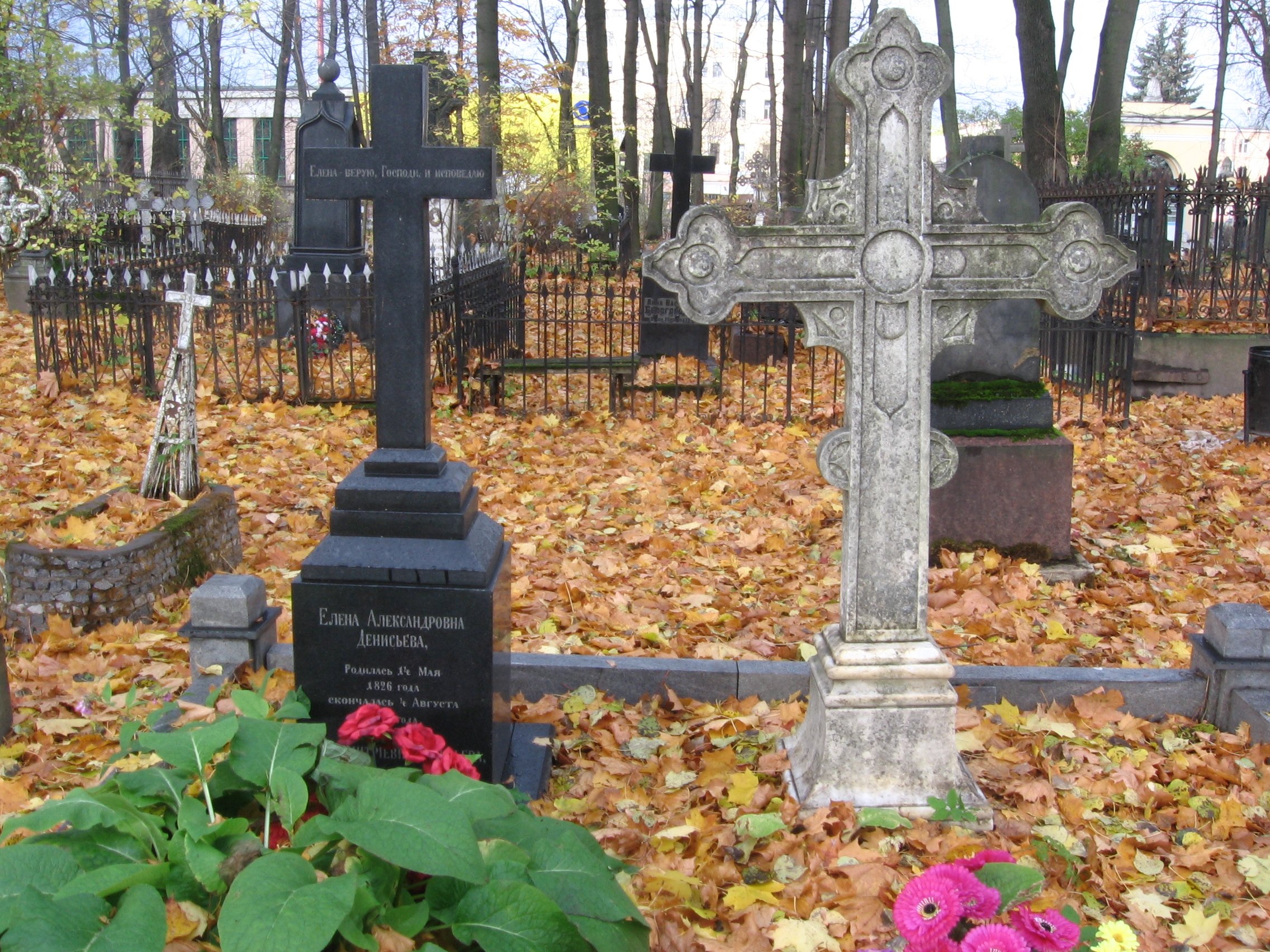
Надгробок Ф. Ф. Тютчева і О. О. Денісьєвой

Після смерті Денісьєвой її донька Олена жила в приватному пансіоні; молодших — чотирирічного Федора і новонародженого Миколу — забрала до себе тітка Ганна Дмитрівна. Навесні 1865 року Олена та Микола захворіли на сухоти; вони померли на початку травня. Догляд дітей, як зізнавався Тютчев в одному з листів, «довів його до досконалої бездушності»:
Попросивши старшу доньку Ганну забрати до себе Федора, поет надіслав їй 15 200 рублів; дохід з капіталу повинен був поступати «на утримання сина у навчальному закладі».
Федір Тютчев, отримавши освіту, став офіцером й військовим письменником; він помер у 1916 році в госпіталі.

## Денісьєвський цикл
Створений Тютчевим денісьєвський цикл — це, за визначенням літературознавця Бориса Бухшаба, «роман у віршах», у якому, згідно із законами жанру, є пролог, кульмінація і фінал. У творах, що ввійшли до нього, простежується розвиток конфлікту, в якому, з одного боку, позначена драма закоханених, але розлучених людей; з іншого — показано їх зіткнення із «лицемірною мораллю натовпу».
Цикл розпочинається віршем «Не раз ти чула освідчення…» (1851); замикає його «Дві сили є — дві фатальні сили…» (1869). Якщо перша являє собою тонке, інтимне визнання, адресоване коханій жінці, то в останньому, написаному через вісімнадцять років, присутній жорсткий виклик суспільству, нелюдському  осуду натовпу, який постановив вирок «гордо-молодий силі», яка відчайдушно вступила в «нерівний бій» з погрозами, лайкою і наклепом.

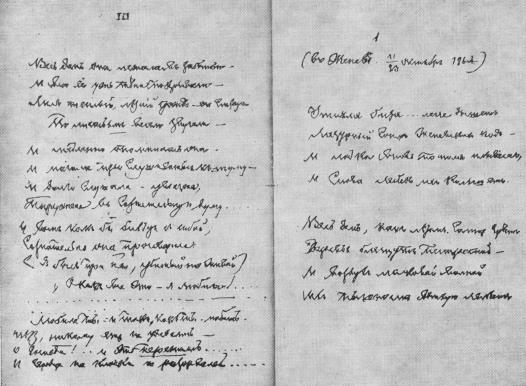
Тютчев. «Весь день вона лежала в забутті». Автограф. 1864

Образ ліричної героїні денісьєвського циклу з роками змінювався, проте незмінним залишалося те бездонне почуття, яке воно несло в собі: «Ти любиш щиро і палко, а я — / Я на тебе дивлюся з ревнивою досадою». Поет порівнював кохану з непокірною хвилею, яка нічого не боїться: «Будь же ти в стихії бурхливої / То угрюма, то світла, / Але в ночі твоєї блакитною / Збережи, що ти взяла». Коли ж світло почав голосно засуджувати «незаконну любов» Денісьєвой, поет відгукнувся на скандал рядками: «Натовп увійшов, натовп вломився / В святилище душі твоєї…»
Одне з найбільш реалістичних віршів циклу — «Весь день вона лежала в забутті…», у якому «з жахливою правдою» розповідається про відхід коханої з життя. Поет відтворює обстановку, зосереджує увагу на деталях, згадує виголошену героїнею останню фразу.
Літературознавці порівнювали денісьєвський цикл з «Анною Кареніною», вбачаючи у віршах Тютчева «живий протест проти лицемірства і жорстокості моральних законів суспільства». У той же час трагічне загострення любові, яка протистоїть «страшному світові», близький до історій про Паоло і Франческу, Лейлі і Маджнуна, Ромео і Джульєтту